# مركبة كايتن
كايتن (باليابانية: 回 天)، هو طوربيد بشري (مركبة دفع تحت ماء) انتحارية مزودة بنظام ذاتي الدفع، استخدمتها البحرية الإمبراطورية اليابانية في المراحل الأخيرة من الحرب العالمية الثانية. بعد تقدم الحرب العالمية الثانية بشكل غير مواتي لليابان نظرت القيادة العليا اليابانية  في عام 1943 باقتراحات لاستخدام مركبات انتحارية مختلفة لتنفيذ هجمات. طُورت عدة مركبات انتحارية وأوكلت المهمة لوحدات الهجوم الخاصة اليابانية. صممت مركبة كايتن ليتم إطلاقها من سطح غواصة أو من طراد وكذلك من المنشآت الساحلية.
بالنسبة للبحرية اليابانية انذآك، فقد نفذت هجمات مثل كاميكازي وهي عمليات انتحارية قام بها الطيارون اليابانيون ضد سُفن الحلفاء، كانت عمليات كاميكازي ناجحة إلى حد ما. وكان للبحرية اليابانية قنابل أوهكا التجريبية، وقوارب شينيو الانتحارية، ومن ضمن مشاريع البحري اليابانية هو تطوير طوربيد بشري لتنفيذ هجمات انتحارية لسفن ومركبات الأعداء.

## التطوير والتصنيع

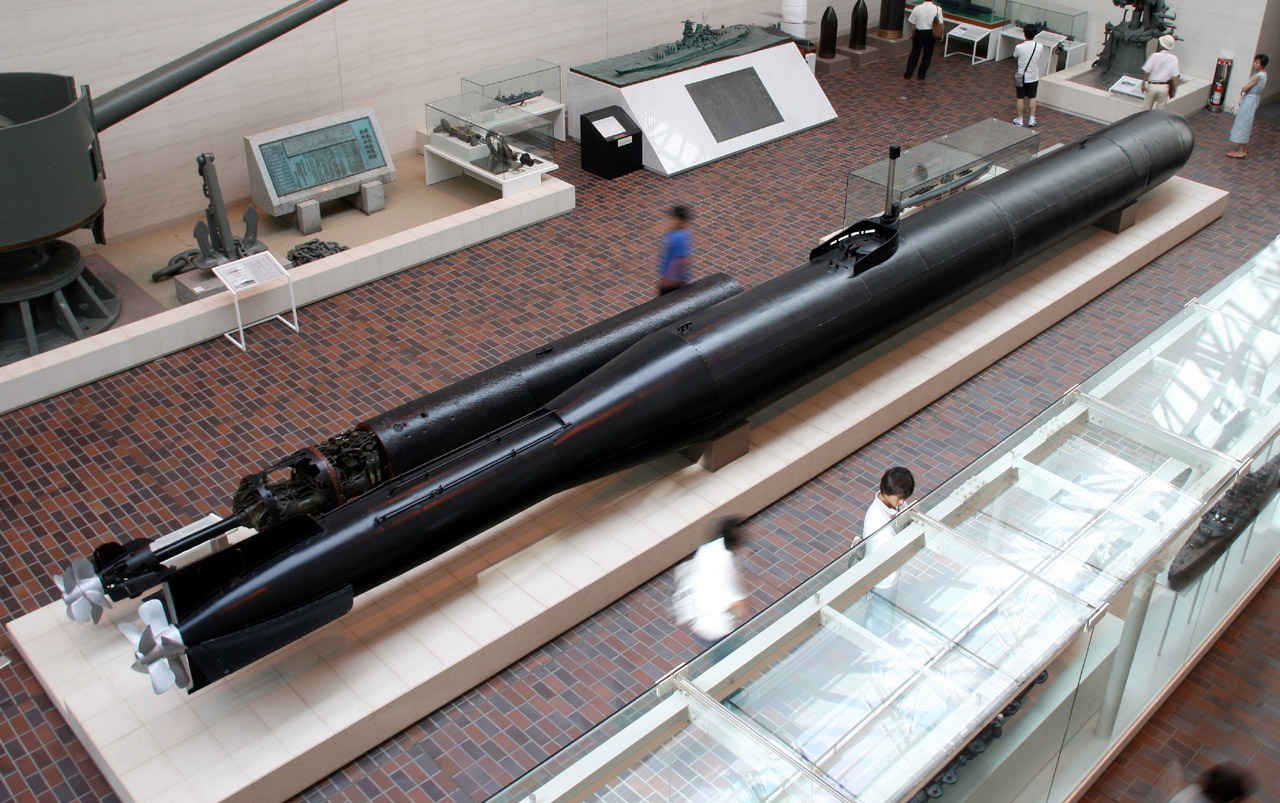
طوربيد كايتن من نوع 1، في متحف طوكيو ياسوكوني التذكاري للحرب.

رسم تخطيطي لنوع كايتن 2

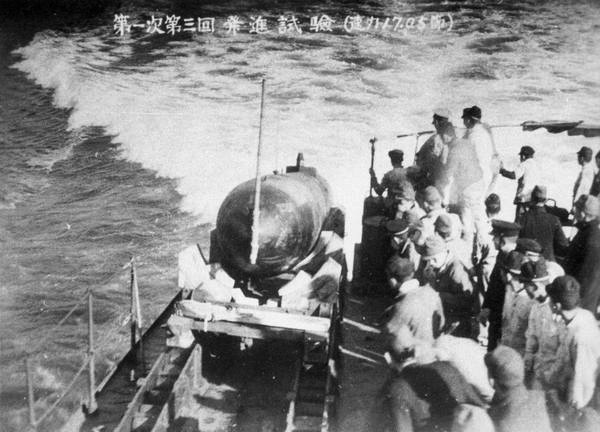
تم إطلاق مركبة كايتن تجريبيًا من الطراد(Kitakami)

في المجموع، تم تصميم ستة نماذج من مركبة كايتن، استخدم طوربيد من النوع 93 لإصدارات من نوع (1، 2، 4 ،5، 6 ،10). صُنعت هذه المركبات كنماذج أولية فقط ولم تُستخدم أبدًا كيلة حرب العالمية الثانية.
تم استخدام مركبة كايتن من نوع 1 فقط خلال حرب العالمية الثانية، وهو نموذج برأس حربي يبلغ وزنه 1,550 كجم، تم تصنيع أكثر من 300 غواصة انتحارية من هذا النوع، و إرسل أكثر من 100 منها في مهام لتنفيذ هجمات انتحارية.

## وصلات خارجية
- US Navy Historical Center على موقع واي باك ميشين
- Kaitens in action. تفاصيل المعارك التي استخدت بها الغواصة كاتين من النوع 1 و 2.
- .Stories and Battle Histories of the IJN's Submarines
- HNSA Web Page: IJN Kaiten
- Human torpedo 回天 Kaiten (باللغة اليابانية)
- Development and history معلومات عن غواصات كايتن، تاريخها وأطقمها وقواعدها ومعلوماتها الفنية. (باللغة اليابانية)